# EN6

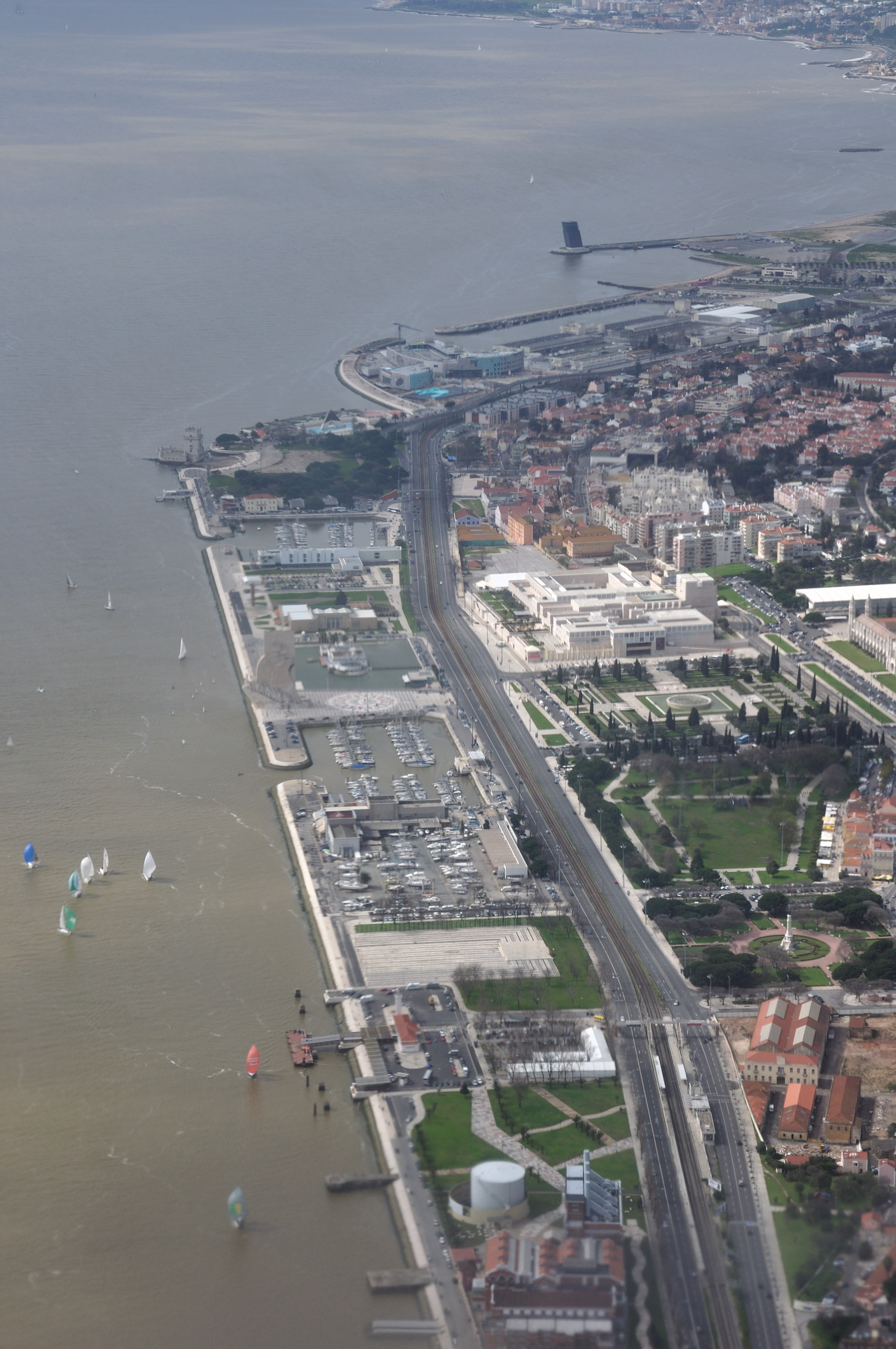
A EN6 na zona ocidental de Lisboa.

A EN6 - Avenida Marginal (ou simplesmente "Marginal") é uma estrada nacional portuguesa.
Liga a cidade de Lisboa à vila de Cascais, atravessando toda a Costa do Estoril, ao lado do rio Tejo e do oceano Atlântico.
Iniciava-se em Moscavide, percorria toda a bacia do Tejo da margem direita, rodeando Lisboa, passando pelas praias da Linha de Cascais. Na maior parte do seu percurso, acompanha a Linha de Cascais.
Era a estrada da Circunvalação de Lisboa, termo que hoje já caiu no esquecimento, adoptando-se apenas o termo "Estrada Marginal".
Em 2025, após três ciclistas terem sido atropelados junto à Praia da Torre, no sentido Cascais-Lisboa, a Infraestruturas de Portugal anunciou um novo limite de velocidade para a Avenida Marginal, de 50 quilómetros/hora, em toda a sua extensão.

## Percurso
| Nome da Saída/Localidade Intermédia | Estrada que liga             |
| ----------------------------------- | ---------------------------- |
| Lisboa                              | Avenida 24 de julho          |
| Eixo Norte-Sul / A 2                | IP 7 A 2 IP 7 Eixo Norte-Sul |
| Ajuda                               | Calçada da Ajuda             |
| A 36 (CRIL) / Algés                 | IC 17 A 36 (CRIL) N 117      |
| Cruz Quebrada / Dafundo             |                              |
| A 9 (CREL) / Estádio Nacional       | IC 18 A 9 (CREL)             |
| Caxias                              |                              |
| Paço de Arcos                       | N 6-5                        |
| Oeiras                              | N 6-6                        |
| Carcavelos                          | N 6-7                        |
| Parede                              |                              |
| Estoril                             | N 6-8                        |
| Sintra / Alcabideche                | N 9                          |
| Cascais                             | N 9-1 N 247-7                |

- Commons

1. ↑  «Avenida Marginal passa a ter limite de 50 km/h»